# 1981年ブリストウ・ヘリコプターズ・ウェストランド ウェセックス墜落事故
G-ASWIはブリストウ・ヘリコプターズが運航するウェストランド ウェセックス 60であり、ノーフォークのバクトン・ガスターミナルと北海のガスリグの間を飛行していた。1981年8月13日、このヘリコプターはメインローター・ギアボックスへの動力を喪失し、その後のオートローテーション中に操縦不能となった。この便はレマンガス田からバクトンに労働者11人を輸送していた。搭乗していた全員が死亡した。

## 機体
G-ASWIは以前はウェストランド・ヘリコプターズ社のデモンストレーターであり、その後1970年4月にブリストウ・ヘリコプターズ社が購入した。

## 事故と結果
G-ASWIは1981年8月13日の13時47分にレマンガス田とインディファティガブルガス田の間のリグを飛行する定期旅客・貨物便としてノース・デニス飛行場を出発した。クルーはパイロット、客室乗務員各1人で構成されていた。
15時41分、レマンガス田からバクトンの着陸地へ戻る最中、機長のベン・ブリーチがエンジン故障により不時着すると報告する遭難通報を送信した。3秒後、事故機がレーダーから消えた。イギリス空軍捜索救難用ウェストランド シーキングがコルティスホール空軍基地を15時47分に出発し、15時57分に浮遊するG-ASWIの残骸を発見した。生存者はいなかった。
残骸を回収する取り組みは遅れ、それは回収作業が開始されるまでに残骸は回収不能であったことを意味した。墜落原因が動力の喪失か操縦不能のどちらかを説明するには証拠が不十分であった。搭乗していた人々の死に関する調査への審問には死因不明の評決が出された。

## 慰霊碑
2014年8月13日、事故の犠牲者への慰霊碑の公開がグレート・ヤーマス大聖堂で行われた。